# Перл Едей
Перл Едей (англ. Pearl Aday) — американська співачка. Прийомна донька вокаліста Майкла Лі Едея (Michael Lee Aday), більш відомого як Meat Loaf. Перл Едей була учасницею його гурту, Neverland Express протягом дев'яти років, починаючи з середини 1990-х. Вона з'являлася на численних альбомах, у різноманітних турах і телевізійних виступах зі своїм батьком, як бек-вокалістка, а також в дуетах. 
Вона також була бек-вокалісткою Mötley Crüe.
Зараз вона є вокалісткою власного сольного проекту Pearl і випустила свій дебютний альбом на Megaforce/RED/Sony Music 19 січня 2010 року. 
Едей разом зі своїм чоловіком Скоттом Яном (Scott Ian) були ініціаторами створення одноразового проекту Motor Sister.

## Раннє життя
Перл Едей (справжнє ім'я — Pearl Maria Edmonds) народилася 1975 році в родині Кларка Пірсона (Clark Pierson) та Леслі Г. Едмондс (Leslie G. Edmonds). Кларк Пірсон був барабанщиком у гурті співачки Дженіс Джоплін (Janis Joplin) Full Tilt Boogie Band.
Перл Едей була усиновлена Майклом Лі Едеєм (відомого, як Meat Loaf) після його одруження з Леслі Г. Едмондс. У Перл є зведена сестра на ім'я Аманда Едей (Amanda Aday).
Спочатку Перл Едей навчалася в початковій школі Long Ridge (Стемфорд, Коннектикут).
Далі Перл Едей навчалася в середній школі Джоела Барлоу (Joel Barlow) (Реддінг, Коннектикут). Вона приєдналась до шкільного хору та виступала в мюзиклах. У випускному класі вона виконала головну роль у мюзиклі «How to Succeed in Business Without Really Trying». У 1993 році Перл Едей закінчила середню школу.
Перл навчалася в Емерсон-коледжі (Бостон, Массачусетс) за фахом творче письменство, але незабаром після цього почала музичну кар'єру.

## Кар'єра
У 1994 році, коли їй було лише 19, Meat Loaf запросив її в турне як бек-вокалістку.
Вона була бек-вокалісткою під час літнього туру Meat Loaf, 1994 Everything Louder, який просував альбом Bat out of Hell II, а також у 1996 році під час туру 1996 Born to Rock. 
У 1997 році вона була учасницею гурту Meat Loaf, коли вони виступали на інавгураційному балу для Білла Клінтона. 
Вона була повноправним учасником Neverland Express, гастролюючого гурту Meat Loaf, у 1998-2003 роках. 
У 2003 році вона співала в альбомі Meat Loaf, Couldn't Have Said It Better у дуеті «Man of Steel». 
31 жовтня 2007 році Перл брала участь у концертному турне Meat Loaf, Seize the Night на підтримку альбому Bat Out of Hell III: The Monster Is Loose.
Перл зіграла роль Elisabeth Lund в телевізійному фільмі 2000 року «Meat Loaf: To Hell and Back».
Вона була представлена в альбомі гурту Filter. 
В 2000 році вона вирушила з Mötley Crüe в турне Maximum Rock, як резервна без-вокалістка та танцівниця. Згодом вийшов DVD-випуск турне, Lewd, Crued, and Tattooed. 
Вона також була в лос-анджелеському гурті під назвою Stella, який очолювала Ненсі Хауер (Nancy Hower) («Зоряний шлях: Вояджер»), гурт розпався перед тим, як випустити альбом. 
Перл одружена з гітаристом Anthrax, Скоттом Яном (Scott Ian). Її фотографії з'явилися на альбомі Music of Mass Destruction: Live from Chicago, випущеному Anthrax у 2004 році.
Зараз у Перл Едей сольний проект, який називається Pearl, їй допомагають такі музиканти: Скотт Ян (її чоловік), Jim Wilson та Marcus Blake (обидва з гурту Mother Superior), Carl Colt. 
У 2008 році Перл Едей брала участь у турне Meat Loaf, Casa de Carne:
- 4 липня 2008 (Бат, Великобританія),
- 11 липня 2008 (Касл Ховард, Йорк, Великобританія),
- 13 липня 2008 (Бліклінг Хол, Норфолк, Великобританія),
- 21 липня 2008 (Zitadelle Berlin, Німеччина),
- 23 липня 2008 року (Stadtpark Hamburg, Німеччина).

У травні 2009 року вона з'явилася в ігровому шоу FOX "Don't Forget the Lyrics" разом зі своїм батьком Meat Loaf і його партнеркою по дуету Патті Руссо (Patti Russo): вони виграли 500 000 доларів на благодійність. У 2010 році вона була хедлайнером свого власного туру по США, який складався з 13 концертів. У 2010 році Перл Едей брала участь у турне Meat Loaf, Hang Cool. 21 січня 2010 року для підтримки свого першого альбому вона з’явилася в ток-шоу Jimmy Kimmel Live. 
І вона, і її чоловік, зробили перерву в музичній кар'єрі, оскільки 19 червня 2011 року у пари народився син Ревел Янг Ян (Revel Young Ian).
У 2015 році Перл Едей брала участь у одноразовому проекті Motor Sister. Річ у тому, що її чоловік Scott Ian був давнім фанатом гурту Mother Superior і на святкуванні 50-річчя, захотів знову вживу почути гру Mother Superior, підібрати улюблені пісні, зібрати хлопців і провести міні-концерт удома. У результаті утворився гурт Motor Sister, у такому складі: Pearl Aday (вокал); Scott Ian (гітарист); Jim Wilson (гітарист/вокаліст); Joey Vera (басист) (Fates Warning, Armored Saint); John Tempesta (барабанщик) (The Cult, Exodus, Testament, White Zombie). 2015 році гурт Motor Sister перезаписав дванадцять пісень і випустив альбом Ride.

## Дискографія

### Pearl
- Little Immaculate White Fox (2010)
- The Swing House Sessions (Live & Acoustic) (2011)
- Heartbreak and Canyon Revelry (2018)[6]

Перл Едей була представлена на багатьох альбомах і збірках різних виконавців.

### Meat Loaf
- Welcome to the Neighborhood — бек-вокал
- Live Around the World — бек-вокал
- The Very Best of Meat Loaf — бек-вокал
- VH1 Storytellers — бек-вокал
- Couldn't Have Said It Better — дует і бек-вокал у "Man of Steel", також у британському синглі
- " Los Angeloser " — бек-вокал на B-side "Boneyard"

### Filter
- Title of Record — бек-вокал

### Mother Pearl
- Broken Thorny Crown — головний вокал

### Ace Frehley
- Anomaly — бек-вокал

### Motor Sister
- Ride (2015) — головний вокал

### Black Star Riders
- Testify or Say Goodbye (2017)
- What Will It Take (2019)

### Armored Saint
- Win Hands Down (2015) — бек-вокал у "With a Full Head of Steam"